# Volkswagen Saveiro
De Volkswagen Saveiro is een pick-up van het Braziliaanse automerk Volkswagen Brazilië. De Saveiro is gebaseerd op de Volkswagen Gol en wordt telkens een aantal jaar na de nieuwe generatie van de Gol geïntroduceerd met zijn nieuwe generatie. In 2010 kwam de huidige vijfde generatie op de markt.
De Saveiro is uitsluitend bedoeld voor de Zuid-Amerikaanse markt en kent tot op heden één Europese tegenhanger van Volkswagen zelf: De Amarok

## Vijfde generatie (2010-heden)
De vijfde generatie van de Saveiro werd in 2010 voorgesteld en kent drie uitrustingsvarianten: de standaard Saveiro, de Saveiro Trooper en de Saveiro Cross. De Trooper is de sportievere variant met onder meer bumpers in koetswerkkleur, terwijl de Cross gemaakt is als offroad-voertuig. Elke wagen is uitgerust met een 1.6 liter viercilindermotor.